# François Ignace de Wendel
Pour les autres membres de la famille, voir Famille de Wendel.
François Ignace de Wendel, seigneur de Hayange, né le 23 septembre 1741 à Thionville (Luxembourg français), décédé le 2 mai 1795 à Ilmenau (Allemagne), est un militaire et entrepreneur français.

## Biographie
Officier d'artillerie, il est le fils de Jean Charles de Wendel et d'Anne Marguerite d'Hausen.
Il se voit confier la direction des fonderies d'Indret en 1779 par le ministre de la marine Antoine de Sartine , puis le 18 décembre 1782 crée, avec le maître de forges anglais William Wilkinson, l'ingénieur et architecte Pierre Toufaire, l'ingénieur et industriel Jacques -Constantin Perier et le financier Nicolas Bettinger (représentant du groupe Sérilly) la Société Perier-Bettinger et Cie, gérante de la fonderie royale d'Indret et de Montcenis qui sera reprise en partie, en 1836, par la famille Schneider.
Principal fondateur pour le compte de Louis XVI des fonderies royales du Creusot, il découvre en 1769, avec l'ingénieur Gabriel Jars, le secret de la fonte au coke à l'anglaise. Il obtient le soutien de Claude Baudard de Saint-James et du comte de Sérilly
En 1793, il émigre avec ses fils en Saxe, à Ilmenau, où il mourra. Acculé à la faillite, Baudard de Saint-James a été incarcéré quelque temps à la Bastille ; libéré, il met fin à ses jours en 1787. Antoine de Sérilly sera condamné à mort par le tribunal révolutionnaire et exécuté en 1794. L'épouse du comte de Sérilly, issue de la noblesse Lorraine, (née Anne-Louise de Domangeville) échappera de justesse à l'échafaud grâce aux conseils de Madame Elisabeth. 

### Famille
Marié, le 12 mai 1772 au château de Tronville près de Bar-le-Duc, avec Françoise Cécile du Tertre, fille du président à mortier du Parlement de Metz Antoine du Tertre et de Marguerite Morel de Richemont (descendante de Theodoricus Morellus). Il eut trois enfants de Françoise du Tertre :
- Charles 1774-1832
- Antoine Louis 1776-1822
- François I de Wendel 1778-1825